# Burnout 3: Takedown
Burnout 3: Takedown est un jeu vidéo de course, développé par Criterion Games et publié par Electronic Arts en 2004 sur PlayStation 2 et Xbox. Troisième opus de la série des jeux vidéo Burnout, il se caractérise par des accidents spectaculaires et un effet de vitesse très impressionnant.
Le jeu n'est pas sorti sur Nintendo GameCube à cause du faible espace de stockage mini disque comme la plupart des jeux qui devaient sortir sur Nintendo GameCube et qui ont été annulés.

## Système de jeu
Le jeu propose différentes épreuves : les courses contre des adversaires au temps ou à la destruction, les épreuves de carambolages, les courses au chrono, chacune étant accessibles avec plusieurs catégories de véhicules. Des courses spéciales proposent par exemple de traverser un parcours à très haute vitesse en Formule 1, en visant un temps précis ou encore un duel en 1-contre-1 contre une voiture spéciale dont le vainqueur remporte la voiture de son adversaire.
Les « takedown aftertouch » permettent de heurter un adversaire après avoir subi un crash et de l'immobiliser. Le joueur gagne alors un bonus de « boost ». Par contre, si le joueur se crashe, il perd une barre de boost.

## Bande-son
La bande-son de Burnout 3: Takedown comprend au total 44 chansons incluant : Fall Apart de 1208, Always You d'Amber Pacific, Orpheus d'Ash, Right Side of the Bed, d'Atreyu, Make a Sound d'Autopilot Off, Heart Full of Black de Burning Brides, Time and Time Again de Chronic Future, Saccharine Smile de Donots, I Let Go d'Eighteen Visions, Reinventing The Wheel To Run Myself Over des Fall Out Boy, Stay In Shadow de Finger Eleven, This Fire de Franz Ferdinand, Populace In Two de From First to Last, Rookie of the Year de Funeral for a Friend, C'mon de Go Betty Go, Just Tonight de Jimmy Eat World, Radio Up de Letter Kills, Please de Maxeen, Give It Up de Midtown, Broken Promises de Moments In Grace, My Favorite Accident de Motion City Soundtrack, Animal des Mudmen, I'm Not Okay (I Promise) de My Chemical Romance, At Least I'm Known for Something de New Found Glory, Independence Day de No Motiv, Ozone (Start Menu Music) d'Ozone, Rise Up de Pennywise, I Wanna Be Sedated de Ramones, Congratulations Smack and Katy de Reggie and the Full Effect, Paper Wings de Rise Against, Hot Night Crash de Sahara Hotnights, 4/16 de Silent Drive, Memory de Sugarcult, Sing Along Forever de The Bouncing Souls, Here I Am de The Explosion, Lazy Generation des The F-Ups, Decent Days and Nights de The Futureheads, Autobrats de The Lot Six, Audio Blood de The Matches, Shake that Bush Again de The Mooney Suzuki, Over The Counter Culture de The Ordinary Boys, C'mon C'mon de The Von Bondies, et Breathing de Yellowcard,.

## Accueil
Burnout 3: Takedown est généralement bien accueilli par la presse spécialisée, toutes versions confondues selon le site généraliste Metacritic, avec une moyenne générale de 94 % pour la version PlayStation 2, et de 95 % pour la version Xbox.
1UP.com explique que « le système de Takedown est de ce qu'il y a de mieux dans la série Burnout... Burnout 3 offre le meilleur cette année, et pour remercier Criterion je dirai : ^_^\m/. » Le magazine Edge accueille positivement le jeu et attribue une note de 9 sur 10 aux deux versions du jeu. Jeff Gerstmann de GameSpot explique : « même si vous n'êtes pas adepte des jeux de courses, Burnout 3 peut vous surprendre. C'est génial. Il fait partie des meilleurs jeux de course jamais créés... Et il peut plaire à n'importe qui. » Miguel Lopez de GameSpy considère le jeu comme « nouvel empereur des jeux de course » et attribue aux deux versions du jeu la note maximale de 5 sur 5. Fran Mirabella III, éditeur du site IGN, commente que « le jeu offre une rapidité hallucinante, des séquences de crash inégalées, et un nouveau style de gameplay incroyable [...] c'est l'un des meilleurs jeux de course auxquels j'ai pu jouer. »
En 2015, le jeu est élu 12e sur la liste des 15 meilleurs jeux depuis 2000 par USgamer.